# Višnja Gora
Višnja Gora () je mesto na Dolenjskem. Dolgo časa je veljala za najmanjše slovensko mesto, dokler ji tega statusa ni prevzela Kostanjevica na Krki. V njej je sedež Krajevne skupnosti Višnja Gora v Občini Ivančna Gorica in Župnije Višnja Gora.

## Lega
Naselje se nahaja v občini Ivančna Gorica ob avtocesti A2 in železniški progi med Ljubljano in Novim mestom. Staro mestno jedro leži na podolgovatem griču 384 mnm pod razvalinami Starega gradu, novejše naselje pa leži na nadmorski višini 308 mnm, 20 km jugovzhodno od Ljubljane v dolini Višnjice na robu Dolenjskega podolja.
Z Ljubljano in Ivančno Gorico je povezana z redno medkrajevno avtobusno in železniško linijo.

## Zgodovina
Najdbe iz prehoda bronaste dobe v železno dobo dokazujejo, da so okolico Višnje Gore že zgodaj poseljevali Iliri in Kelti. Najdbe hranijo v Narodnem muzeju Slovenije v Ljubljani.
Na področju današnjega mesta Višnje Gore je bilo v rimski dobi vojaško naselje Magnisna. Ko so pred nekaj desetletji v Višnji Gori gradili vodovod so odkrili tudi rimske lončene vodovodne cevi.
Prvotno naselbino Stari trg pisni viri omenjajo že leta 1269. Naselbina se je ohranila vse do danes in leži nižje pod gričem.
Višnja Gora je tedaj že imela svoj pečat in nekaj trške samostojnosti. Cesar Friderik III. je Višnjo Goro leta 1444 razglasil za trg. Trg so zaradi vse hujših turških vpadov morali premakniti na višji grič. Zgradili so obzidje in obrambne stolpe, kar je bil tudi pogoj za pridobitev mestnih pravic.
9. julija 1478 je Friderik III. tedanjemu trgu podelil mestne pravice zaradi strateško pomembne vloge pri obrambi pred turškimi vpadi. Od srednjeveške naselbine je delno ostalo ohranjeno mestno obzidje in stolp ter razvaline Starega gradu gospodov Višnjegorskih iz 11. stoletja (520 mnm).
Leta 1496 so Višnjani ustanovili mestno šolo, ki je bila 9. v današnji Sloveniji. Višnja Gora je imela tudi svoje sodišče, ki se je nahajalo v dvorcu višnjegorskih grofov. Sodišče so kasneje premestili v Grosuplje.
Pred drugo svetovno vojno je bil kraj sodni okraj, po njej občina, danes pa je le krajevna skupnost.

## Gradovi
V Višnji Gori je stalo veliko gradov in dvorcev. Najstarejši med njimi je Grad Turn (danes tudi Stari grad), ki so ga pozidali Višnjegorski. Kasnejši lastniki Auerspergi so grad v 18. stoletju opustili in ob vznožju hriba postavili Auerspergov dvorec, v katerem je bilo kasneje sodišče in sedež okraja, danes pa je v njem Vzgojno izobraževalni zavod Višnja Gora. V Višnji Gori je prebival tudi znameniti baron Peter Anton Codelli, ki je imel tudi tu svoj dvorec in botanični park. Dvorec so med 2. svetovno vojno požgali, ostanke pa porabili za gradnjo naselja. V bližini Višnje Gore leži Grad Podsmreka, ki je ohranjen, vendar v slabem stanju. Tu je imel svoje čebele v drugi polovici 19. stoletju Nikolaj Emil Roschütz. V njem je bil v 20. stoletju tudi oddelek Slovenskega etnografskega muzeja s stalno zbirko o lončarstvu.

## Legenda o polžu
Simbol Višnje Gore je polž, priklenjen na zlato verigo. Po legendi je bil v bitki pri Sisku ranjen sin žene Beneškega doža. Viteza je na potovanju našla hči višnjegorskega grofa - Sofija Višnjegorska, ki se je odločila da bo za viteza skrbela. Vsi so bili prepričani, da bo vitez umrl, vendar je po dolgem okrevanju preživel. Višnjegorski grof je poslal po kneginjo Beneške republike, ki je že dolgo mislila, da je njen sin mrtev. V zahvalo je višnjegorskim grofom podarila pozlačeno polžjo hišičo v premeru okrog 10-15 centimetrov, okrašeno z diamanti. Polžjo hišico so višnjegorski grofje podarili mestu. Nekaj časa so jo hranili v mestni hiši, kasneje pa se je izgubila.

## Društvena dejavnost
V Višnji Gori je dejavnih več društev:
- Turistično društvo Višnja Gora soorganizira Jurčičev pohod in prireja nekaj kulturnih prireditev,
- Kulturno društvo Janez Cigler,
- Prostovoljno gasilsko društvo Višnja Gora,
- Društvo prijateljev konj Višnja Gora,
- Društvo upokojencev Višnja Gora,
- Planinsko društvo Polž.

## Zanimivosti
- V Višnji Gori je Josip Jurčič (rojen v bližnji vasi Muljava) obiskoval šolo. Jurčič je napisal literarno delo Kozlovska sodba v Višnji Gori, ki je znana tudi v širšem slovenskem prostoru.
- Skozi Višnjo Goro vsako leto 3. marca v pisateljev spomin priredijo 15 km dolgo Jurčičevo pot do Muljave. Prva polovica poti je hkrati tudi Gozdna učna pot po sledeh višnjanskega polža.
- Na Mestnem trgu stoji cerkev sv. Ane pri kateri v juliju priredijo Anin sejem.
- Na Mestnem trgu stoji Valvasorjev vodnjak, postavljen leta 1872, v zahvalo Valvasorju, ker je pisal o Višnji Gori.
- V kraju je prebival Janez Cigler, višnjegorski župnik in pisatelj (1792-1869), avtor prve slovenske povesti.
- Gričevnati predel južno od kraja se imenuje Polževo po simbolu Višnje Gore.
- Današnji videz naselja še zmeraj spominja na nekdanje malo srednjeveško mesto, od katerega je deloma ostalo ohranjeno obzidje s stolpom.
- Vzgojno-izobraževalni zavod Višnja gora
- Slapišče Kosce
- Središče inovativnih tehnologij APILAB – Hiša kranjske čebele[4]

## Znamenite osebnosti
Kulturni ustvarjalci
- Anton Tomšič (1842–1871)
- Janez Cigler (1792–1869)
- Janez Čandek (1581–1624)
- Josip Jurčič (1844–1881)
- Edo Turnher (1896–1969)

Likovni ustvarjalci
- Janez Kastelic (1949)
- Štefan Horvat (1932–2022)
- Leon Koporc (1926–2003)

Športniki
- Ive Krevs (1912–1990)
- Drago Bregar (1950–1977)

Pisatelji
- Mihaela Zajc - Jarc (1916–2010)
- Angelca Škufca (1932–2020)

## Galerija
- Valvasorjev vodnjak
- Vzgojno-izobraževali zavod, nekoč sodišče
- Stari del Višnje Gore
- Panorama Višnje Gore
- Mestna hiša
- Stari grad